# Río Seco, Morelos
Río Seco är en ort i Mexiko.   Den ligger i kommunen Jojutla och delstaten Morelos, i den sydöstra delen av landet, 100 km söder om huvudstaden Mexico City. Río Seco ligger 850 meter över havet och antalet invånare är 236.
Terrängen runt Río Seco är kuperad söderut, men norrut är den platt. Río Seco ligger nere i en dal. Runt Río Seco är det tätbefolkat, med 319 invånare per kvadratkilometer. Närmaste större samhälle är Zacatepec, 11,1 km nordost om Río Seco. I omgivningarna runt Río Seco växer huvudsakligen savannskog.